# Desastre ambiental de Almograve
O Desastre ambiental de Almograve foi uma maré negra em 1989, provocada por um acidente no Porto de Sines, na região do Alentejo, em Portugal. Apesar de ter alcançado grande parte da faixa costeira alentejana a Sul de Sines, o ponto que foi mais atingido foi a Praia de Almograve, no concelho de Odemira.

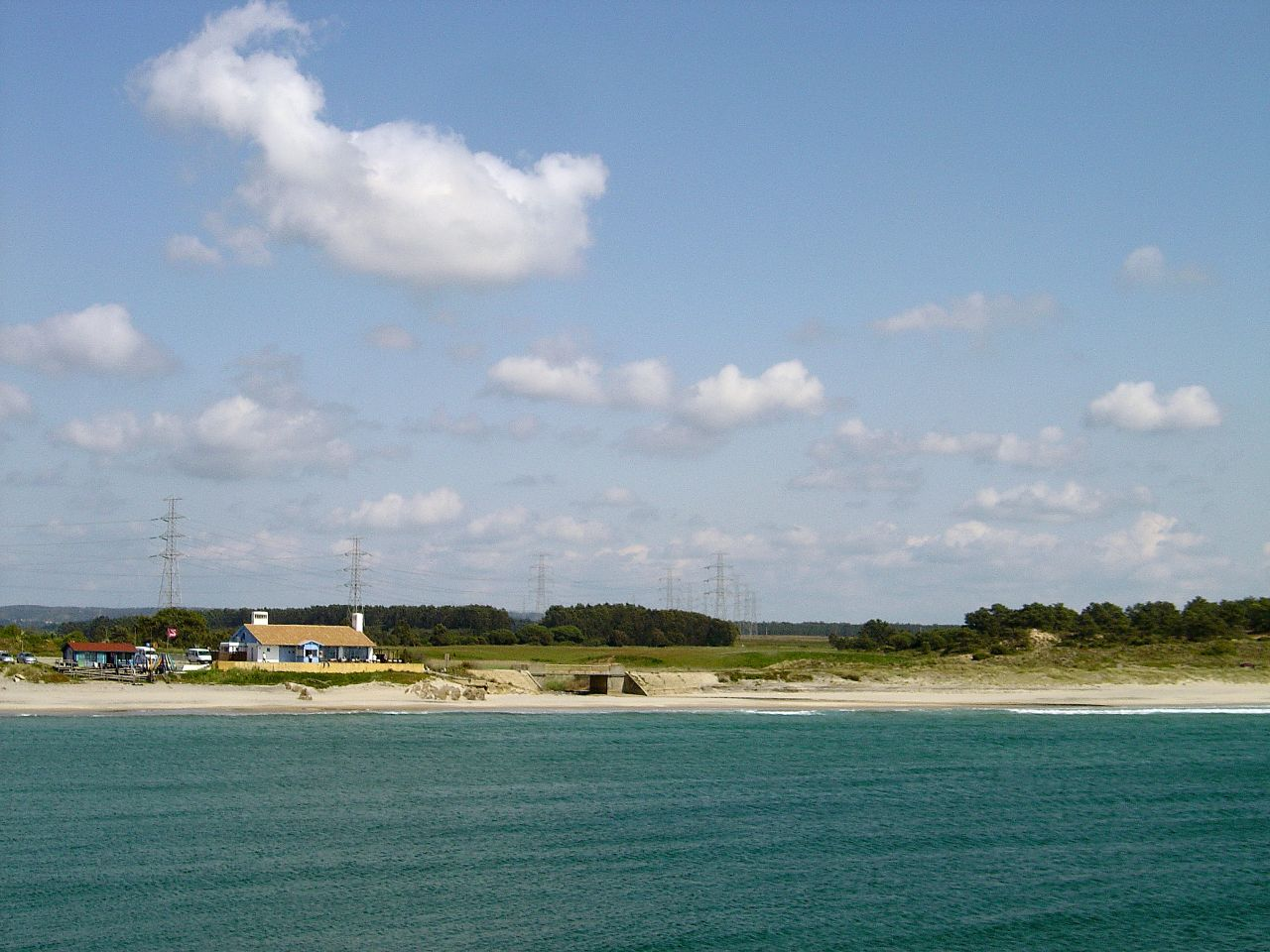
Praia de São Torpes, em 2007.

## História

### Acidente e efeitos
O desastre teve a sua origem na colisão do navio Marão com um molhe do Porto de Sines, em 14 de Julho de 1989. A embarcação pertencia à empresa SOPONATA - Sociedade Portuguesa de Navios Tanques, e transportava 120 mil toneladas de crude. Segundo um artigo publicado na revista Sábado, o navio chegou ao porto na manhã desse dia, em condições de nevoeiro muito espesso, tendo sido requisitados dois rebocadores para o ajudar a chegar até ao cais. Porém, durante a manobra, por volta das 14h30, o navio colidiu contra o molhe, sofrendo um rombo no casco, debaixo da linha de água, rompendo dois tanques, e levando ao derramento do crude, totalizando cerca de vinte mil toneladas. Iniciaram-se então as operações para controlar a saída de crude, mas estas foram dificultadas pelo nevoeiro. No dia 15 de Julho, o presidente da Câmara Municipal de Sines, Francisco Pacheco, assegurou ao jornal Diário de Lisboa que a situação estava controlada, tendo sido dispostos cerca de três quilómetros de barreiras, que flutuavam verticalmente e que impediam que o crude se dispersasse. Estava-se então a ponderar sobre qual seria o melhor processo a utilizar para remover o produto das águas do oceano. O autarca classificou a situação como «um ligeiro acidente», e afirmou que tinham sido feitos vários testes nas praias, que indicaram que não existia qualquer risco para os banhistas.
Porém, nos dias seguintes a situação deteriorou-se, tendo a mancha de crude conseguido galgar a barreira devido ao vento, tendo o Diário de Lisboa de 18 de Julho noticiado que se tinha formado uma mancha com cerca de sete milhas por duas de largura, contendo quinze a vinte toneladas de crude, sendo a maior mancha reportada até então no litoral português. Nessa altura situava-se a cerca de três quilómetros de distância da costa alentejana, entre o Cabo Sardão e Vila Nova de Milfontes, e estava a ser movimentada para o interior do oceano pelos ventos. O comandante Monteiro Coelho, da Marinha Portuguesa, alertou que «se os ventos soprarem para Noroeste ou para Oeste, teremos um caso grave entre mãos», e criticou a falta de meios existentes no país para lidar com este tipo de situações. Com efeito, apesar do enorme movimento do Porto de Sines, a capitania dispunha apenas de um centro de saúde precário, e de algumas pequenas embarcações especializadas para fazer a limpeza dos derrames de petróleo que sucediam com frequência durante as operações de tranfega. A Marinha já tinha pedido apoio a outros países da Europa para combater a mancha, e já estavam a caminho quarenta tambores de dispersante, oriundos do Cais do Bom Sucesso, em Lisboa, no sentido de ampliar os meios disponíveis à capitania de Sines. Algumas pequenas bolsas de crude já tinham atingido as praias, onde foram imediatamente limpas. Foram inicialmente atingidas várias praias tanto a Norte como a Sul de Sines, até Porto Covo, como a Praia de São Torpes. Também em 18 de Julho, a autarquia de Sines anunciou que todas as praias que tinham sido atingidas iriam ser limpas até ao fim de semana, e que iria instaurar um processo de poluidor-pagador contra os proprietários do navio Marão, devido principalmente aos efeitos negativos para o turismo da região, tendo apontado que a empresa Petrogal e a sua companhia de seguros iriam ser «responsáveis por todos os prejuízos causados a terceiros e pelos custos directos e indirectos consequentes do combate à poluição». Durante o seu percurso para Sul, a mancha de crude começou a dividir-se em pequenos grupos, que chegaram à Praia do Almograve em 19 de Julho, tendo sido naquele ponto da costa que foram provocados os maiores estragos ambientais. A SOPONATA também iniciou um inquérito preliminar, tendo sofrido elevados prejuízos com o acidente. Iniciou-se assim uma grande operação de limpeza das praias, que contaram com a participação de vários cidadãos e de um corpo de fuzileiros.
O incidente foi condenado pelas estruturas partidárias locais, tendo a Comissão Política Concelhia do Partido Socialista emitido um comunicado onde exigiu «o fim dos actos de poluição naquela região costeira» e que o governo tivesse uma «resposta imediata e punitiva dos responsáveis pelos actos de poluição». Foi considerado um dos maiores desastres de maré negra na faixa costeira portuguesa, tendo provocado efeitos negativos naquela área da costa alentejana durante cerca de dois anos. Além dos problemas ambientais, também atingiu a pesca e o turismo, que foi particularmente lesado devido ao período em que se deu o acidente, que era então o início da época balnear. Os poucos barcos de pesca que saíram do porto de Sines não conseguiram fazer quaisquer capturas, tendo o crude na água sujado tanto as redes como os peixes. A mancha teve efeitos devastadores no turismo, com os veraneantes a abandonar a área, causando grandes prejuízos ao comércio. A mancha provocou igualmente a libertação de uma grande quantidade de gás sulfúrico, que provocou alguns problemas de saúde entre os asmáticos.

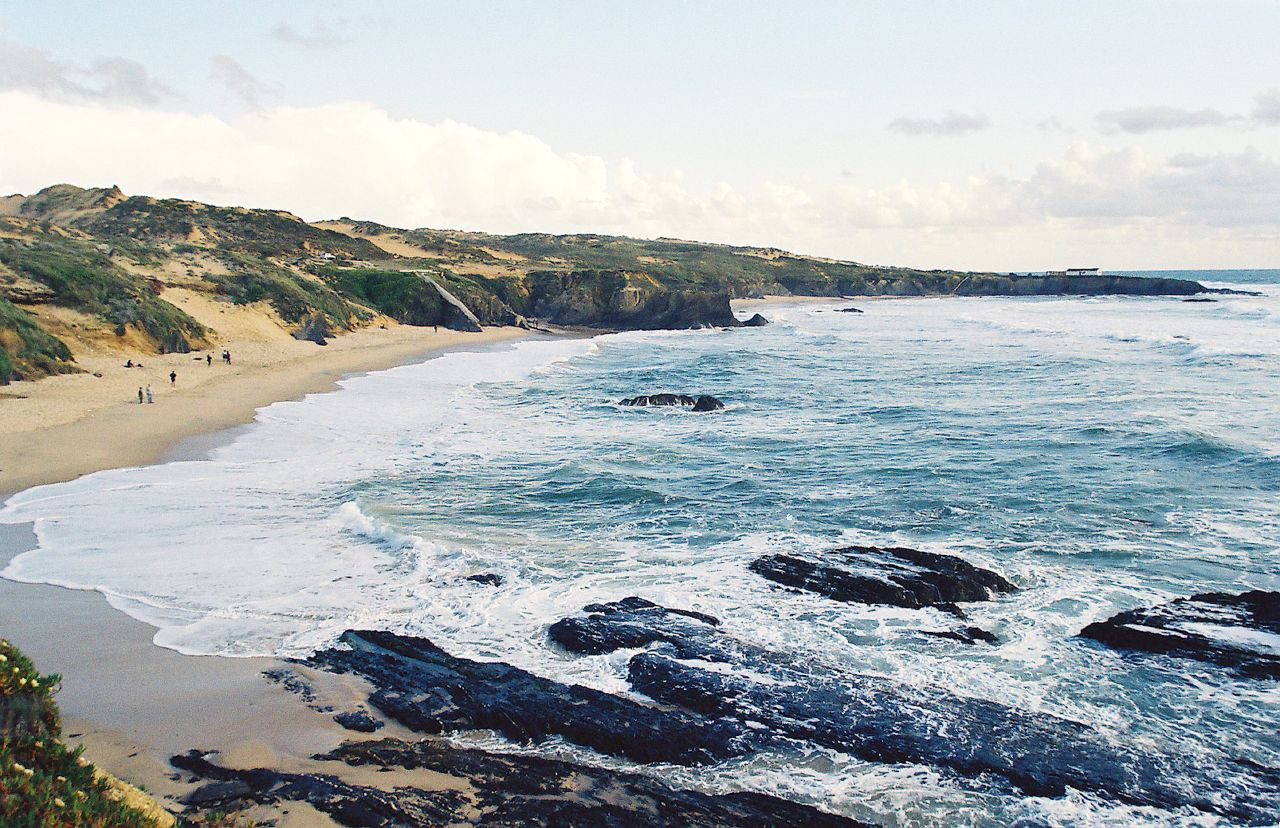
Praia do Almograve, em 2016.

### Evocação
Em Julho de 2019, a Câmara Municipal de Odemira organizou um conjunto de iniciativas em Almograve em evocação ao acidente, que tiveram como finalidade homenagear as pessoas e entidades que colaboraram para a reposição das condições naturais e balneares da faixa costeira, e alertar as autoridades responsáveis para evitar que um desastre deste tipo volte a suceder. O principal evento teve lugar no dia 14, com o hasteamento da Bandeira do Mar Limpo pelo comandante Sá Coutinho, capitão do Porto de Sines, em representação do Almirante Chefe de Estado Maior da Armada e da Autoridade Marítima Nacional, numa cerimónia que contou com a presença de Francisco do Ó Pacheco e Justino Santos, que eram os presidentes das Câmaras Municipais de Odemira e Sines no período em que se deu o acidente. Na cerimónia também participou um grupo de fuzileiros, assinalando a participação de vários membros daquele corpo das forças armadas durante as operações de limpeza. O Plano Mar Limpo foi criado para dar resposta a este tipo de desastres, embora o presidente da Câmara Municipal de Odemira, José Alberto Guerreiro, tenha manifestado algumas dúvidas sobre as capacidades operacionais do plano.